# Elizabeth Kenny
Elizabeth Kenny (ur. 20 września 1880 w Warialdzie w Nowej Południowej Walii, zm. 30 listopada 1952 w Toowoomba, Queensland) – australijska pielęgniarka i fizjoterapeutka.

## Życiorys
Elizabeth Kenny urodziła się 20 września 1880 w Warialdzie w Nowej Południowej Walii. Jej rodzicami byli Mary Moore i Michael Kenny. Początkowo uczyła się w domu - edukację domową prowadziła dla niej jej matka. Następnie uczęszczała do szkół w Guyra w Nowej Południowej Walii i Nobby w Queensland.

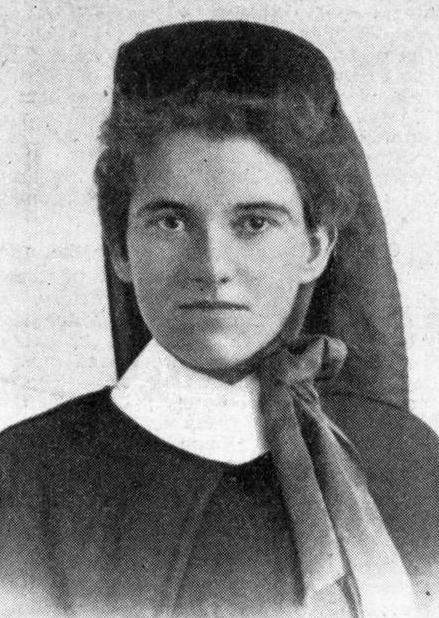
Elizabeth Kenny (1915)

W wieku 17 lat uległa wypadkowi (upadek z konia), który uznawany jest za mający znaczący wpływ na jej przyszły wybór profesji. W efekcie wypadku Elizabeth Kenny złamała nadgarstek. Po konsultacji lekarskiej w Toowoomba, pozostała tam na rekonwalescencji. W tym okresie studiowała anatomię, oraz wykonała własny model szkieletu.
W kolejnych latach nie była jednak związana z medycyną; uczyła religii w szkółce niedzielnej oraz koncertowała na pianinie. W 1907 roku wróciła do Guyra i podjęła pracę pośrednika sprzedaży produktów rolnych. W okresie późniejszym podjęła pracę w szpitalu położniczym jako kucharka.
Po wybuchu pierwszej wojny światowej, Kenny zgłosiła się do zespołu pielęgniarskiego, by służyć pomocą medyczną żołnierzom rannym na froncie. W 1917 roku uzyskała tytuł "Sister" (pol. siostra), który w Pielęgniarskim Korpusie Armii Australijskiej był odpowiednikiem porucznika (eng. First Lieutenant).
Po zakończeniu wojny Kenny zajęła się sprzedażą noszy własnej konstrukcji oraz rehabilitacją dzieci. Wśród jej pierwszych pacjentów była dziewczyna z mózgowym porażeniem dziecięcym. Opieka nad nią dała początek innowacyjnych działań Elizabeth Kenny. Stosowana w ówczesnym okresie metoda polegała na usztywnianiu kończyn chorego, efektem ubocznym tego był pojawiającym się wkrótce zanik mięśni. Innowacyjność metody Kenny polegała na stosowaniu działań rozluźniających napięcie mięśniowe (okłady z ciepłej wody), a następnie powolnym wdrażaniu delikatnych ćwiczeń aktywizujących mięśnie kończyn.
Informację o działaniach Kenny i stosowanych przez nią metodach wkrótce spopularyzowały lokalne media. Efektem tego było zwiększenie się liczby pacjentów, którzy szukali u niej pomocy, ale też brak przychylności i aprobaty jej metod przez lokalnych medyków – Kenny nie miała bowiem formalnego wykształcenia medycznego.
W latach 40. Elizabeth Kenny wyjechała do USA, gdzie przedstawiła swoje metody lekarzom. Jej innowacyjny sposób leczenia polio, znany odtąd jako „metoda Kenny”, został przyjęty przychylnie. Kenny rozpoczęła serię wykładów i warsztatów dla amerykańskich lekarzy.
Opracowaną przez nią metodę rehabilitacji chorych uznaje się za znaczący wkład w rozwój fizjoterapii. Zmarła 30 listopada 1952 roku w Toowoomba, w Queensland; jej pogrzeb uznawany jest za jedno z największych wydarzeń, jakie odbyły się w tym mieście.

## Upamiętnienie
W 1946 roku powstał film Sister Kenny, który oparty był na historii życia i działalności Elizabeth Kenny. W rolę główną wcieliła się Rosalind Russell, która za tę rolę została nominowana do Oscara.
5 października 1997 został otwarty ośrodek rehabilitacyjny „Dom Pamięci Siostry Kenny”. W 25. rocznicę otwarcia ośrodka, Google zadedykowało jej swoje Google Doodle.